# Lenguas walio-papi
Las lenguas Leonhard Schultze también llamadas Walio-Papi son una división propuesta por Donald Laycock dentro de las lenguas Sepik-Ramu, como posible grupo filogenético. La investigación posterior ha sugerido que las dos ramas que forman este grupo las cuatro lenguas walio y las dos lenguas papi, no forman realmente un grupo filogenético aunque sí están emperentadas como parte de las lenguas Sepik, de acuerdo con la clasificación de Malcolm Ross.